# Giuseppe Pierino
Giuseppe Pierino (Cetraro, 15 gennaio 1937) è un politico e sindacalista italiano.

## Biografia
Impiegato, è impegnato nel sindacato CGIL fin dalla giovane età, dal 1969 al 1973 ricopre il suolo di segretario generale della Camera del Lavoro di Cosenza
Esponente del Partito Comunista Italiano, viene eletto alla Camera dei Deputati alle elezioni del 1979, conferma il proprio seggio anche nel 1983, restando in carica fino al 1987.
Dopo lo scioglimento del PCI nel 1991 non aderì ad altre formazioni politiche.